# ZHVK Dinamo Moskva
ZHVK Dinamo Moskva (ryska ЖВК Динамо Москва) är damvolleybollsektionen av Dinamo Moskva. 
Sektionen grundades 1926 (tre år efter moderföreningen) och blev den mest framgångsrika damvolleybollklubben i Sovjetunionen. De vann Sovjetunionens mästerskap i volleyboll för kvinnor 14 gånger och europacupen (föregångaren till CEV Champions League) 11 gånger. Klubben lades ner 1992, men återuppstod 2004. Den nya klubben blev tvåa i ryska superligan i volleyboll första säsongen och har därefter vunnit ligan sju gånger.